# Anemophilie

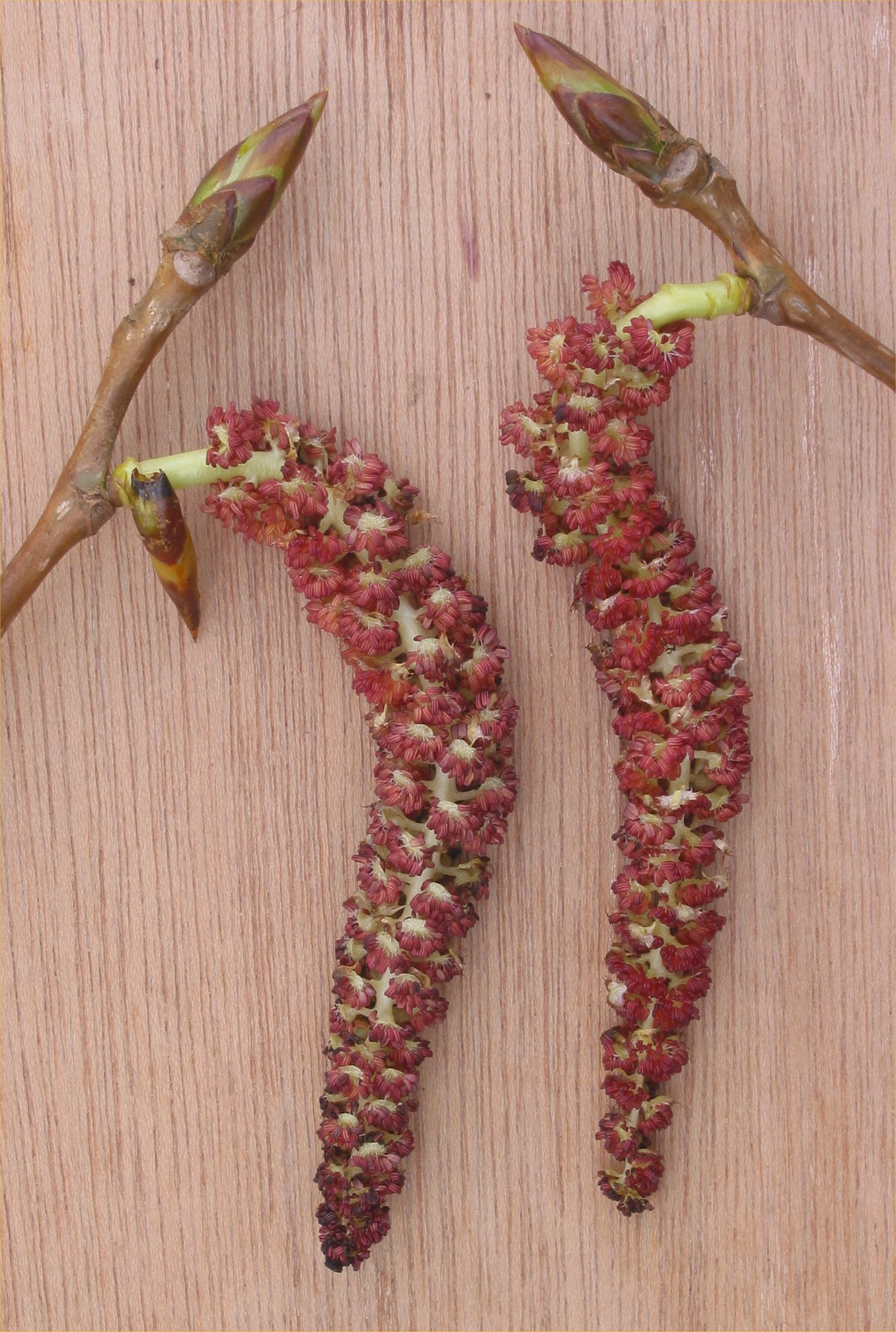
Männliche Kätzchen der Kanadischen Pappel (Populus × canadensis)

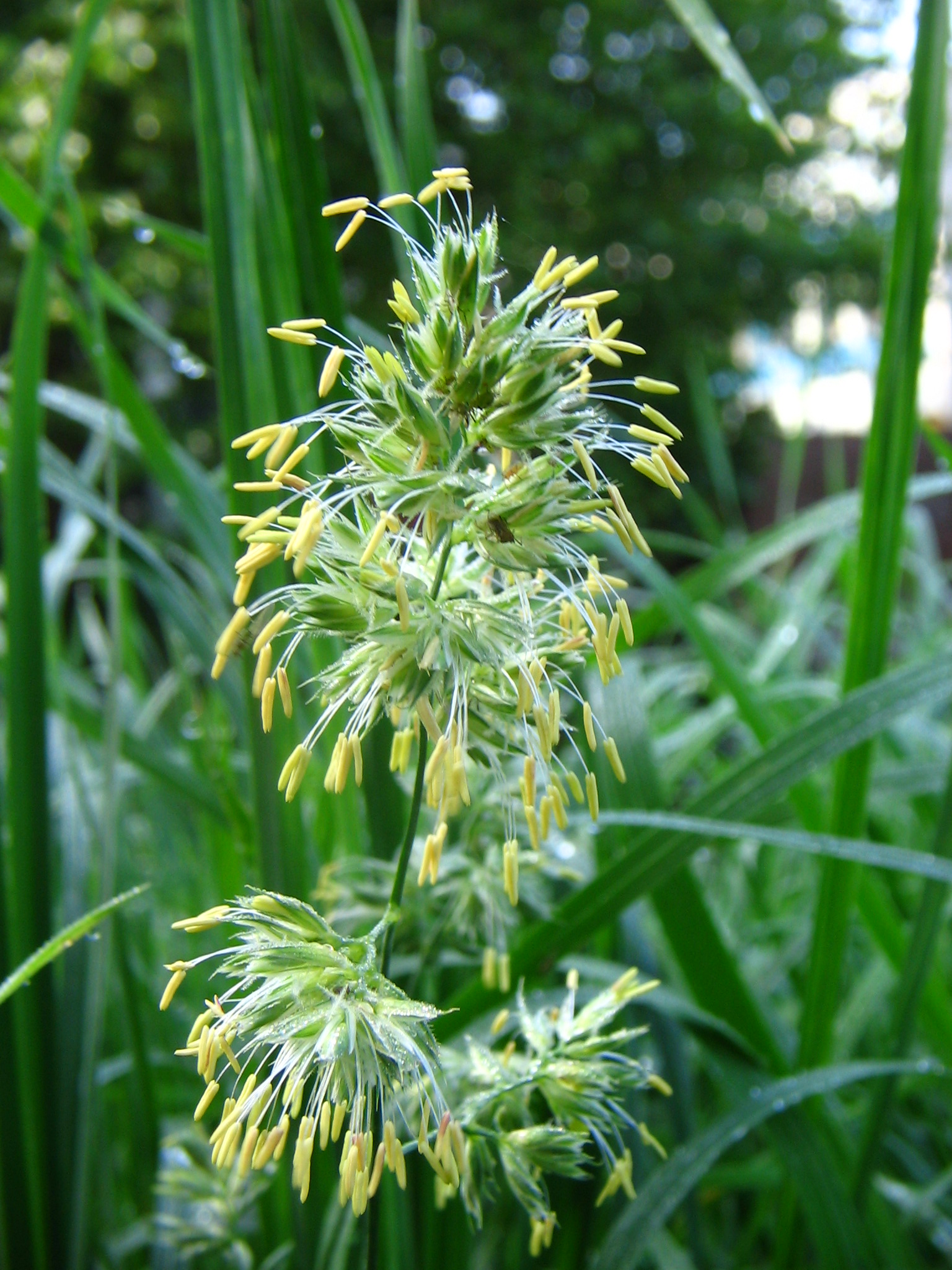
Gewöhnliches Knäuelgras (Dactylis glomerata) mit geöffneten Blüten

Anemophilie oder Windblütigkeit (auch Anemogamie) bezeichnet die Anpassung von Samenpflanzen an die Bestäubung durch den Wind. Windblütigkeit ist bei den Samenpflanzen die ursprüngliche Form der Bestäubung. U. a. die Kiefernartigen sind solche primär windblütigen Pflanzen. Bei den Bedecktsamern, die primär tierbestäubt sind, hat sich in vielen Sippen sekundär wieder Windblütigkeit entwickelt.

## Merkmale
Die Anpassung an die Windbestäubung umfasst folgende Merkmale:
- Die Blüten sind unscheinbar.
- Die Zahl der einzelnen Blütenorgane ist reduziert.
- Die Blüten sind häufig eingeschlechtig (Diklinie: Monözie, Diözie).
- Die Blütenstände sind häufig dicht und hängen.
- Die Staubbeutel befinden sich an dünnen Staubfäden („Pendelantheren“).
- Es wird nur wenig oder gar kein Pollenkitt gebildet, die Pollenkörner sind daher einzeln.
- Die Pollenoberfläche ist häufig glatt.
- Die Narbe hat eine vergrößerte Oberfläche, um die Pollenkörner aufzufangen.
- Pro Blüte gibt es nur wenige bis eine Samenanlage. Die Wahrscheinlichkeit, dass mehr als ein Pollenkorn die Narbe trifft, ist überaus gering.
- Es wird kein Nektar gebildet, dementsprechend auch keine Saftmale

Bei Windblütigkeit ist ein sehr hohes Verhältnis von Pollenkornzahl zu Samenanlagenzahl (P/O-Wert) nötig, um eine ausreichende Bestäubungsrate zu gewährleisten. Bei den Kiefernartigen beträgt sie rund eine Million, bei der Gemeinen Hasel (Corylus avellana) etwa 2,5 Millionen. Die Hänge-Birke (Betula pendula) allerdings hat mit 6700 einen Wert, der im Bereich von tierblütigen Arten liegt. Der hohe Aufwand für die Pollenproduktion wird teilweise dadurch ausgeglichen, dass windbestäubter Pollen meist wesentlich weniger Sporopollenin enthält.
Zu den Pflanzenfamilien, die windblütig sind, gehören die Süßgräser (Poaceae) und Binsengewächse (Juncaceae), die jeweils Zwitterblüten haben. Die artenreiche Gattung der Seggen (Carex) hat eingeschlechtige Blüten. Die Ordnung der Buchenartigen (Fagales) mit Buchengewächsen (Fagaceae) und Birkengewächsen (Betulaceae) ist durch eingeschlechtige, monözisch verteilte Blüten gekennzeichnet, zu ihr gehören viele heimische Baum- und Straucharten. Eine weitere Gruppe mit überwiegend Windbestäubung sind die früher als eigene Ordnung Urticales zusammengefassten Familien Ulmengewächse (Ulmaceae), Hanfgewächse (Cannabaceae) und Brennnesselgewächse (Urticaceae), die monözisch oder diözisch sind.
Auch innerhalb ansonsten tierbestäubter Sippen gibt es häufig einzelne Arten oder Gattungen, die zur Windblütigkeit übergegangen sind. Beispiel ist die Gattung Wiesenrauten (Thalictrum), bei der einzelne Arten windbestäubt sind, oder der Kleine Wiesenknopf (Sanguisorba minor) sowie die Gattungen Artemisia und die Pappeln (Populus).

## Trivia
Ludwig Ganghofer beschreibt die Tannenblüte in seinem mehrfach verfilmten Roman «Waldrausch» als rostfarbene Wölkchen, die im Frühling durch den Wald fliegen.

## Belege
- Peter Leins: Blüte und Frucht. Morphologie, Entwicklungsgeschichte, Phylogenie, Funktion, Ökologie. E. Schweizerbart’sche Verlagsbuchhandlung, Stuttgart 2000, S. 219, 206–213. ISBN 3-510-65194-4